# Archidiecezja Kaifeng
Archidiecezja Kaifeng (łac. Archidioecesis Chaefomensis, chiń. 天主教开封总教区) – rzymskokatolicka archidiecezja ze stolicą w Kaifengu w prowincji Henan, w Chinach. Arcybiskupi Kaifengu są również metropolitami metropolii o tej samej nazwie.